# ایمی استیل (هنرپیشه)
ایمی استیل (انگلیسی: Amy Steel؛ زادهٔ ۳ مهٔ ۱۹۶۰) یک هنرپیشه، و مانکن (فرد) اهل ایالات متحده آمریکا است. وی از سال ۱۹۸۰ میلادی تاکنون مشغول فعالیت بوده‌است. 